# فیات دینو

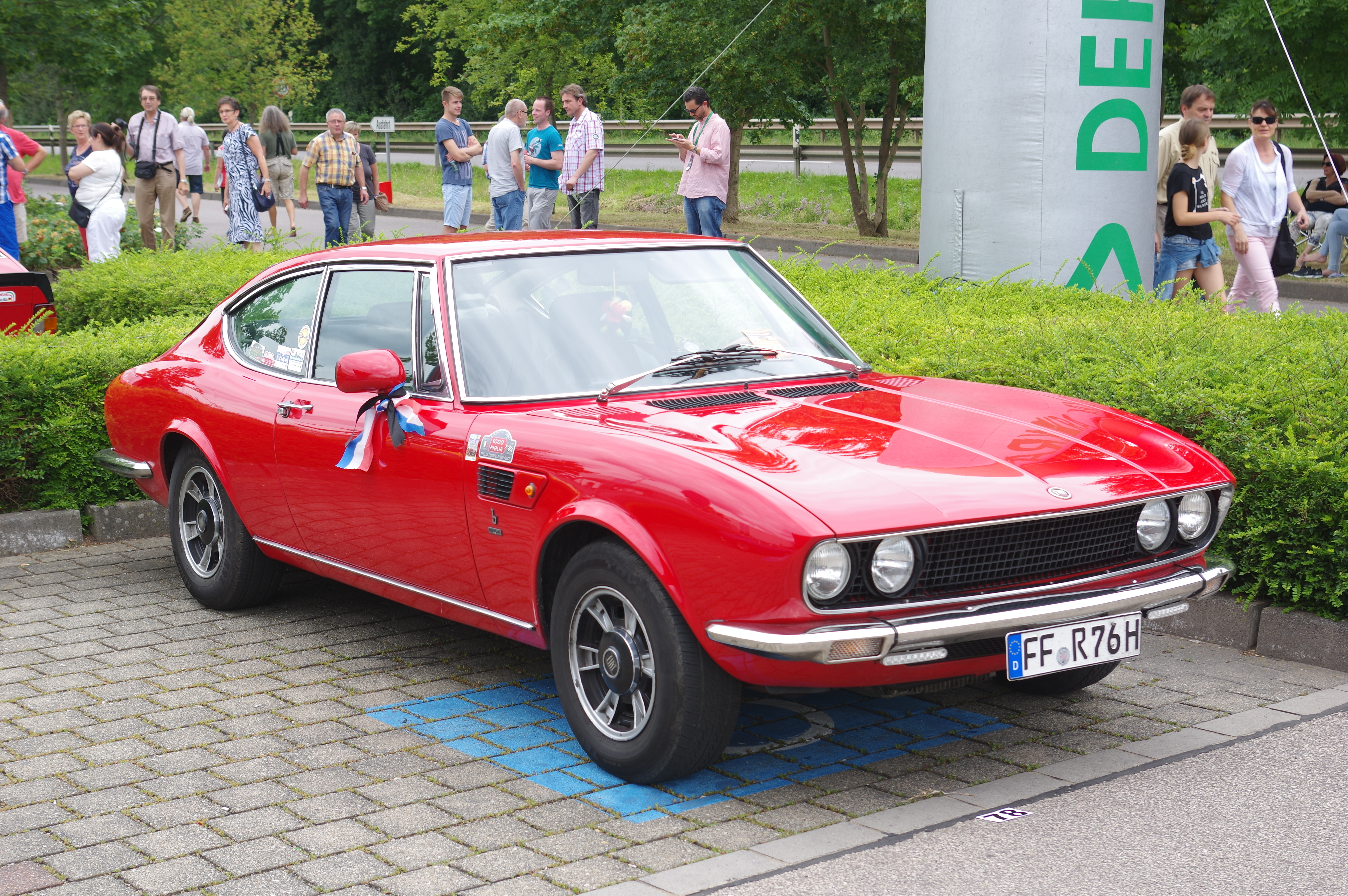

فیات دینو (Fiat Dino) خودرویی است که در سال‌های ۱۹۶۶ تا ۱۹۷۳تولید شده‌است.
این خودرو در کلاس خودرو اسپورت قرار گرفته و طراحی آن خودروهای موتور جلو-محور عقب بوده طول آن در حالت طبیعی ۴٬۵۰۷ میلیمتر (۱۷۷٫۴ اینچ) است. سیستم جعبه‌دندهٔ آن ۵ دنده به صورت دستی است.